# Guerra ruso-sueca (1788-1790)
La guerra ruso-sueca de 1788-1790, conocida como la Guerra de Finlandia en Suecia, Guerra de  Gustavo III en Finlandia y Guerra Sueca de Catalina II en Rusia, se libró entre Suecia y el Imperio ruso entre junio de 1788 y agosto de 1790.
La guerra fue iniciada por Gustavo III de Suecia por motivos internos. Después de llegar al poder mediante un golpe de Estado en 1772, su gobierno era muy impopular. Su vecino y rival, Rusia, apoyaba a la oposición interna a su régimen. En los días finales de junio de 1788, las tropas suecas, sin una previa declaración de guerra, atravesaron la frontera con Rusia bajo el pretexto de un conflicto fronterizo de dimensiones insignificantes y provocado por los mismos suecos. El rey Gustavo confiaba en la victoria, amparado en la atención que la emperatriz Catalina II de Rusia fijaba en las hostilidades con el Imperio otomano y en la sorpresa del atrevimiento sueco, hasta entonces en buena situación diplomática con Rusia.
En los planes de Gustavo se encontraba la rápida conquista de la ciudad de San Petersburgo, pero ésta no se pudo concretar por el fracaso del duque Carlos en la batalla de Hogland en julio de 1788, donde no se pudo derrotar a la Armada Imperial Rusa del Báltico. Desgraciadamente para Gustavo, varios oficiales del ejército sueco en Finlandia se amotinaron contra el rey (ver Conspiración de Anjala) y buscaron el apoyo de Rusia. Además, Dinamarca, presionada por un pacto militar con Rusia, decidió invadir territorio sueco en septiembre de 1788 en la llamada Guerra del Teatro.
Ante el peligro de ser atenazado en dos frentes, Gustavo III hizo un llamado al deber popular patriótico en Suecia. Este llamado fue respondido con entusiasmo por considerables sectores de la población que decidieron alistarse como voluntarios en el conflicto contra los daneses. Gustavo se erigió ante la opinión pública sueca como un gran patriota y padre de la resistencia civil. El armamiento de la población sueca, junto con la amenaza de un conflicto con Gran Bretaña y Prusia llevaron a Dinamarca a suspender las hostilidades en julio de 1789.
En Finlandia, el levantamiento de los oficiales no contó con el suficiente apoyo de Rusia. Los principales dirigentes fueron arrestados en el otoño de 1788. En febrero de 1789, el monarca ordenó la repentina detención de destacados nobles opositores en la Casa de los Caballeros, entre ellos Axel von Fersen, Charles De Geer y Clas Frietzcky. Con el apoyo de sus partidarios y a pesar de las protestas de la nobleza, logró promulgar una nueva ley, el Acta de Seguridad y Unión. Con esa ley, el rey incrementó su poder aún más y otorgó privilegios a sus aliados políticos en detrimento de la nobleza.
La guerra siguió su curso con fortuna cambiante. Gustavo, que no contaba con grandes cualidades militares, tomó parte activa en la guerra y obtuvo algunas victorias menores: en tierra en la batalla de Uttismalm (junio de 1789) y la batalla de Valkeala (abril de 1790), y en mar en la batalla de Fredrikshamn (mayo de 1790). Pero también bajo el liderazgo de Gustavo se sufrió una aplastante derrota ante la flota de Catalina II en la primera batalla de Svensksund en agosto de 1789. En junio de 1790, toda la flota sueca con el rey, el duque Carlos y 30.000 hombres a bordo fue encerrada en la bahía de Víborg. Los suecos lograron escapar casi milagrosamente gracias a un viento favorable y finalmente derrotaron el 9 de julio de 1790 bajo mando del vicealmirante Olof Cronstedt y el propio Gustavo III a la flota rusa, superior en número, en la segunda batalla de Svensksund, una de las más grandes victorias navales de Suecia.
La paz fue firmada el 14 de agosto de 1790 mediante el Tratado de Värälä. Gustavo no logró sus pretensiones de conquista pero terminó con el intervencionismo ruso en la política de Suecia y la reputación del soberano sueco aumentó significativamente. En contraparte, las finanzas del país sufrieron graves daños.